# Championnat de Tunisie masculin de handball 1994-1995
Navigation
Saison précédente 1993-1994 Saison suivante 1995-1996
La saison 1994-1995 du championnat de Tunisie masculin de handball est la quarantième édition de la compétition. Elle est disputée en deux phases : une première en deux poules de six clubs chacune et une deuxième en play-off et play-out. L'Espérance sportive de Tunis reprend la tête de la compétition en accaparant le championnat et la coupe de Tunisie. La relégation touche le promu, l'Association sportive de l'Ariana et le Stade tunisien qui a longtemps été parmi les principaux animateurs de la compétition.

## Clubs participants
| - Association sportive de l'Ariana - Association sportive d'Hammamet - Club africain - Club sportif de Hammam Lif - Club sportif hilalien - El Makarem de Mahdia | - Espérance sportive de Tunis - Étoile sportive du Sahel - Jeunesse sportive kairouanaise - Sporting Club de Moknine - Stade tunisien - Zitouna Sports |

## Compétition
Le barème de points servant à établir le classement se décompose ainsi :
- Victoire : 3 points
- Match nul : 2 points
- Défaite : 1 point
- Forfait et match perdu par pénalité : 0 point

### Première phase
Les trois premiers se qualifient au play-off et les trois autres au play-out.
- Poule A